# Ікрамов Акмаль Ікрамович
Акмаль Ікрамович Ікрамов (1898 , Ташкент, Туркестанське генерал-губернаторство  — 13 березня 1938 , Москва )(узб. Akmal Ikramovich Ikramov — радянський партійний діяч, 1-й секретар ЦК КП(б) Узбекистану. Кандидат у члени ЦК ВКП(б) в 1925—1934 р. Член ЦК ВКП(б) в 1934—1937 р. Входив до складу особливої трійки НКВС СРСР.

## Біографія
Народився у родині селянина-середняка у вересні 1898 року в Ташкенті. За деякими даними його батько був муллою. У 1911 році закінчив 4 класи старо-методної школи у місті Ташкенті.
У 1911—1914 роках — хлопчик у торговця міста Ташкента. У 1914 — травні 1915 року — селянин у господарстві батька. У травні — серпні 1915 року — чорнороб на різних будовах у Ташкенті. У серпні 1915 — січні 1916 року — хворів. У січні 1916 — серпні 1917 року — прикажчик у торговця міста Пскент Туркестанського округу.
У серпні — грудні 1917 року — слухач учительських курсів у Ташкенті. У січні 1918 — червні 1919 року — учитель школи в Ташкенті.
Член РКП(б) з лютого 1918 року.
У червні 1919 — квітні 1920 року — учитель, організатор нових шкіл, інспектор відділу народної освіти міста Намангана; завідувач відділу культури, завідувач організаційного відділу, заступник голови повітово-міського революційного комітету в місті Намангані Туркестанської РСР.
У травні — серпні 1920 року — завідувач відділу із роботи на селі, заступник голови Ферганського обласного комітету КП(б) Туркестану.
У вересні — грудні 1920 року — член колегії Народного комісаріату робітничо-селянської інспекції Туркестанської АРСР.
У грудні 1920 — квітні 1921 року — завідувач відділу культури і секретар Сирдар'їнського обласного комітету КП(б) Туркестану.
У квітні — вересні 1921 року — завідувач організаційно-інструкторського відділу і 2-й секретар ЦК КП(б) Туркестану.
У вересні 1921 — липні 1922 року — завідувач обліково-розподільного відділу і секретар ЦК КП(б) Туркестану. Керував розгромом басмацтва у Середній Азії.
У липні 1922 — грудні 1924 року — студент Комуністичного університету імені Свердлова у Москві.
У січні — березні 1925 року — секретар Ташкентського обласного комітету КП(б) Туркестану.
У березні 1925 — грудні 1929 (офіційно 15 січня 1930) року — секретар ЦК КП(б) Узбекистану.
У грудні 1929 (офіційно 15 січня 1930) — вересні 1937 року — 1-й секретар ЦК КП(б) Узбекистану та 1-й секретар Ташкентського міського комітету КП(б) Узбекистану. Одночасно, у 1929—1931 роках — секретар Середньоазіатського бюро ЦК ВКП(б), а у 1931—1934 роках — 3-й секретар Середньоазіатського бюро ЦК ВКП(б).
Входив до складу особливої трійки НКВС, створеної за наказом НКВС СРСР від 30.07.1937 № 00447, брав активну участь у сталінських репресіях. У лютому 1937 року — член Комісії Пленуму ЦК ВКП(б) у «справі Бухаріна—Рикова».
Заарештований органами НКВС СРСР 20 вересня 1937 року. На допитах визнав себе винним. На Третьому московському процесі, де він був одним з підсудних, визнав (5 березня 1938 р.), що «на шлях антирадянських дій я вступив в 1928 році. Щоправда, ще у вересні 1918 року я вступив в легальну молодіжну організацію націоналістичного типу. До троцькістської опозиції я приєднався в 1923 році. У 1928 році я був фактично одним із керівників контрреволюційної націоналістичної організації, яка по суті була націонал-фашистська. Ця організація називалася «Міллі Істіклял», що значить «національна незалежність». Ця назва сама за себе говорить. Яку іншу незалежність люди можуть очікувати при Радянській владі, окрім як буржуазну, реставраторскую незалежність».
Засуджений до вищої міри покарання за звинуваченням в участі у контрреволюційній терористичній організації, розстріляний за одними даними 13 березня, за іншими — 15 березня 1938 року на полігоні «Комунарка» біля Москви.
Повністю реабілітований і відновлений у партії 3 червня 1957 року.

### Родина
- Дружина — Євгенія Львівна Зелькіна (1900—1938), випускниця Інституту червоної професури, заступник наркома землеробства Узбецької РСР, керівник Східної секції Аграрного інституту Комуністичної академії, член редколегії журналу «На аграрному фронті», автор книги «Нариси з аграрного питання в Середній Азії» (1930); репресована після арешту чоловіка та засуджена до розстрілу 28 березня 1938 року.
  - Син — Каміл Ікрамов, письменник.
- Син від першого шлюбу — Анвар (друге ім'я Ургут).

## Нагороди
- орден Леніна (20.12.1935)

## Пам'ять
- Акмальабад — назва міста Гіждуван до 1972 року.
- У радянський період ім'я Ікрамова було присвоєно Державному музею історії культури і мистецтва Узбецької РСР в Самарканді.
- У Ташкенті був Акмаль-Ікрамовський район (1977—2005) до його перейменування в Учтепінський район.